# بیلی-برکلو
بیلی-برکلو (به فرانسوی: Billy-Berclau) یک کمون در فرانسه است که در پا-دو-کاله واقع شده‌است. بیلی-برکلو ۷٫۴۱ کیلومتر مربع مساحت دارد ۲۴ متر بالاتر از سطح دریا واقع شده‌است.